# Zenaida
Zenaida es un género de aves columbiformes de la familia Columbidae propias de las Américas, conocidas comúnmente como tórtolas. El nombre del género conmemora a Zénaïde Laetitia Julie Bonaparte, infanta de España casada con Charles Lucien Bonaparte, eminente ornitólogo francés.

## Especies
El género Zenaida incluye  siete especies de mediano  tamaño:
- Zenaida asiatica - tórtola de alas blancas
- Zenaida auriculata - tórtola torcaza
- Zenaida aurita - tórtola zenaida
- Zenaida graysoni - tórtola de Socorro
- Zenaida galapagoensis - tórtola de las Galápagos
- Zenaida macroura - tórtola rabiche
- Zenaida meloda - tórtola peruana